# Office Technique International
Office Technique International war ein französischer Hersteller von Automobilen.

## Unternehmensgeschichte
Das Unternehmen aus Paris begann 1956 mit der Produktion von Automobilen. Der Markenname lautete OTI. Konstrukteur war zunächst Lucien Rolland, der vorher bei Rolland-Pilain tätig war. Aber am 9. Oktober 1957 starb er. 1959 endete die Produktion. Insgesamt entstanden nur wenige Fahrzeuge. Eine Quelle nennt zehn Exemplare.

## Fahrzeuge
Das erste Modell namens Microcar war ein Dreirad. Ein Einzylinder-Zweitaktmotor von Gnôme et Rhône mit 125 cm³ Hubraum trieb das einzelne Vorderrad an. Das Fahrzeug war 2,87 Meter lang und bot Platz für zwei Personen. Die offene Karosserie bestand aus Kunststoff. Zunächst kam sie ohne Türen aus. Die Ausführung Microcar 125 von 1959 hatte zwei Türen und etwas Wetterschutz.